# 清水斷層
清水斷層是台灣的一條斷層，根據經濟部中央地質調查所2000年的資料，將清水斷層列為存疑性活動斷層，該斷層屬於逆移斷層（盲斷層），位於臺中市甲南經清水至沙鹿，東北走向，沙鹿以南為北北東，龍井以南呈北北西，東北走向斷層跡略為弧形，長約22km。清水斷層向北延伸接后里台地西緣之大甲斷層，向南延伸則沿八卦台地西緣的彰化斷層。沿此斷層跡有豐富而良質之泉水湧出。依震測結果推測大肚台地西緣有兩段呈雁行排列之正斷層。
由清水東南方的鹿峰到沙鹿南方3公里的鷺山之間，有明顯的斷層小崖，其餘地區多呈引曳崖，在鹿峰國小附近出露明顯之拖曳構造；本斷層切過一些全新世所形成的地形面，如鹿峰沖積扇及南勢沖積扇，造成崖高2公尺餘之斷層小崖，為大肚台地西緣的主斷層；由依其附生的斷層地形和拖曳構造研判，為東側隆起的逆斷層。
未在清水斷層沿線發現斷層露，本斷層可能為盲斷層。
在大肚台地北段西緣與清水隆起海岸平原的交界線形極為明顯，區內水系均一致向西南西流；然而在台地的中部及南部，水系大抵向西呈現放射狀水系，台地沖積層的交界較不明顯，也無明顯的線形特徵。
經濟部中央地質調查所於2010年版的「2萬5千分之一活動斷層圖」出版時將清水斷層併入大甲斷層。清水斷層邊有條用來灌溉的水溝名為"五福圳"。

## 外部連結
- 一看就懂台灣地理;黃美傳;遠足文化; 2011/05/12 [民 100]